# 정시연
정시연(1983년 3월 11일 ~ )은 대한민국의 배우이다.

## 연기 활동

### 드라마
- 2008년 OCN 《에로배우 살인사건》... 강하란 역
- 2009년 SBS 월화드라마 《자명고》 ... 아미 역
- 2010년 OCN 금요드라마 《신의 퀴즈》... 이준서를 납치한 범인 역
- 2013년 tvN 군디컬 드라마 《푸른거탑》시리즈 ... 김하나 하사 역
- 2014년 SBS 아침연속극 《나만의 당신》 ... 주희진 역

### 영화
- 2006년 《구세주》 ... 법학과 여학생 역
- 2006년 《비열한 거리》 ... 영화 속 여주인공 역
- 2006년 《사랑따윈 필요없어》 ... 제니강 역
- 2010년 《용서는 없다》 ... 아리 역
- 2014년 《터널 3D》 ... 세희 역

## 방송
- 2009년 SUPER ACTION 《괴담수사대 싸이킥》 ... 진행
- 2010년 MBC 《MBC 파워매거진》 ... 진행

## 음반
- 2004년~2005년 《레드삭스》멤버
- 2009년 싱글 - Looks
- 2010년~2012년 《SDN48》 3기 멤버

## 홍보대사
- 2006년 보건복지가족부 금연 캠페인
- 2010년 보령머드축제 홍보대사